# Gum Wall

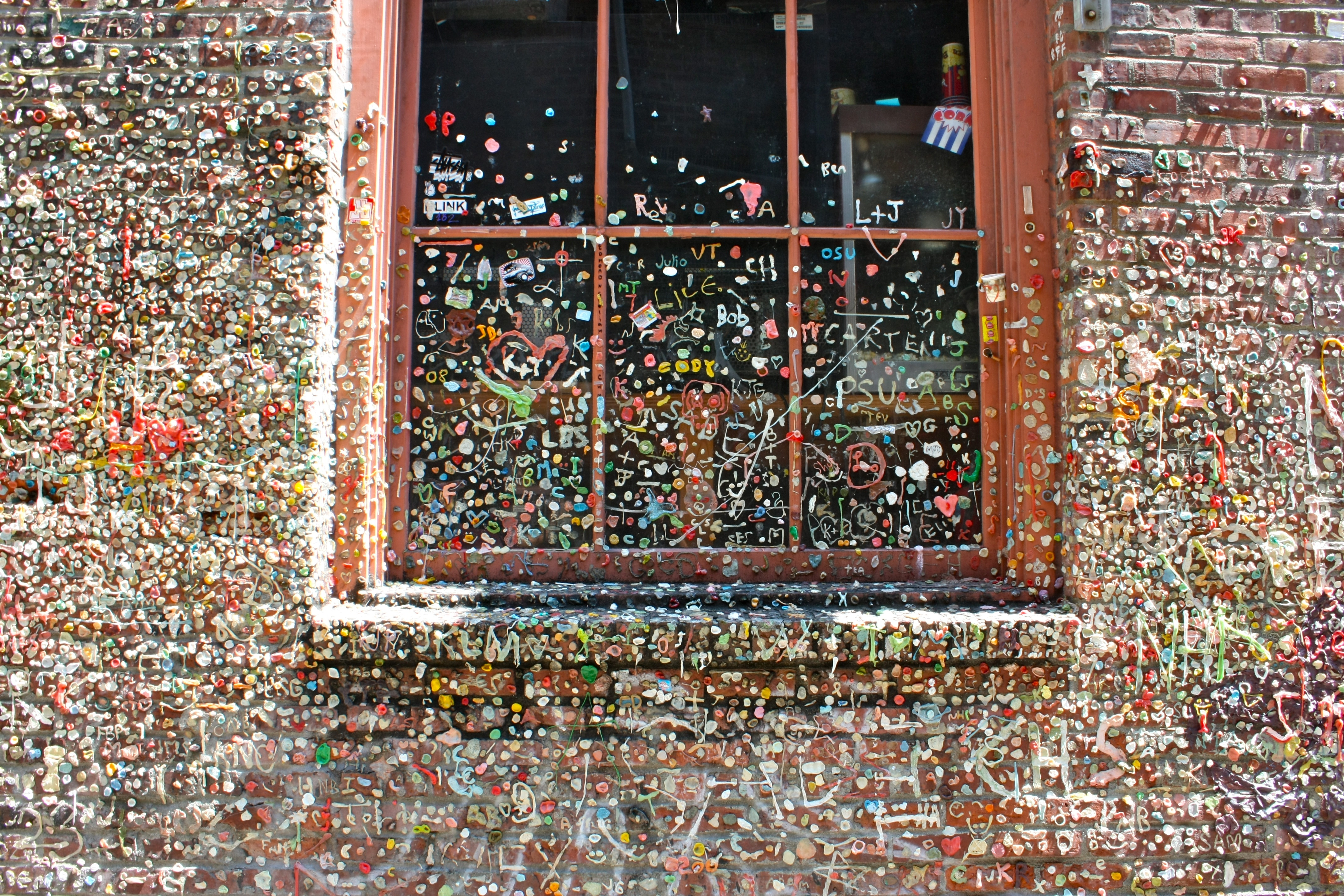
De Market Theater Gum Wall in 2009

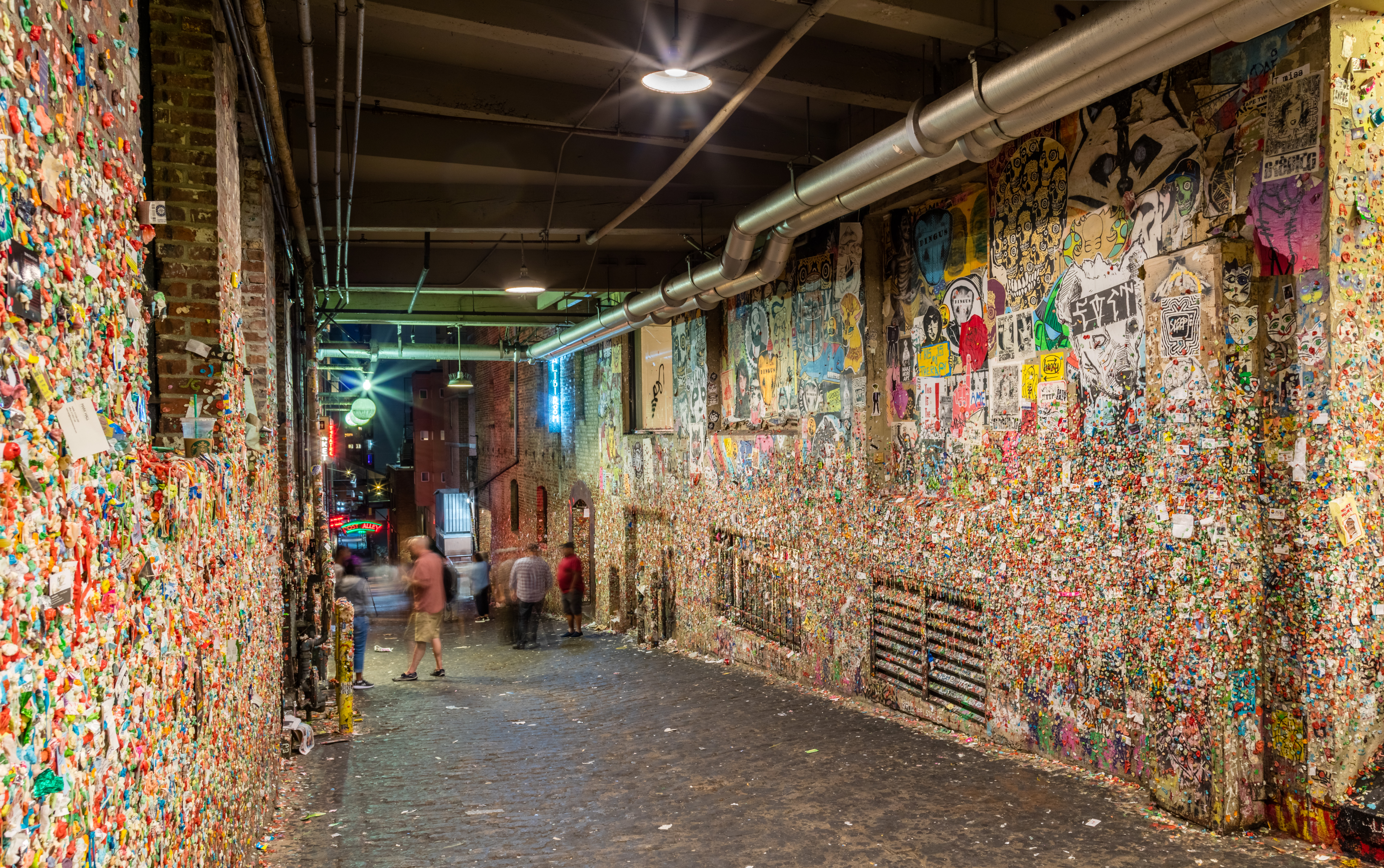
Algemeen zicht op de muur in 2017

De Market Theatre Gum Wall is een bakstenen muur bedekt met gebruikte kauwgom in een steegje in Post Alley onder Pike Place Market in Seattle, Washington, Verenigde Staten. Net als Bubblegum Alley in San Luis Obispo, Californië, is deze Gum Wall een lokale toeristische attractie. De muur van circa 4,6 meter hoog en 15 meter lang is  tot enkele centimeters dik bedekt met een laag kauwgom.

## Ontstaan
De muur bevindt zich nabij de kassa van het markttheater. De traditie ontstond in 1993 toen wachtenden voor de kassa (vooral collegestudenten) kauwgom op de muur plakten met daarin munten vastgekleefd. Schoonmakers schraapten tot tweemaal toe de kauwgomresten van de muur maar gaven het uiteindelijk op. De verantwoordelijken van de publieke markt begonnen in 1999 de muur als toeristische attratie te zien. Sommige mensen creëerden zelfs kleine kunstwerken uit kauwgom.
De Gum Wall werd in 2009 door CNN Travel uitgeroepen tot een van de top-5 meest bacterierijke toeristische attracties, op de tweede plaats na de Blarney Stone in Ierland. De locatie is de start van een Ghost Tour en ook een populaire plaats voor trouwfotografen. In 2009 werd een scene uit de film Love Happens met Jennifer Aniston opgenomen aan de muur.

## Reiniging november 2015
Op 3 november 2015 werd door de Pike Place Market Preservation & Development Authority aangekondigd dat voor het eerst in twintig jaar de grote kauwgomwand een totale wasbeurt zou krijgen door middel van stoomreiniging om verdere erosie van de stenen door de suiker in de kauwgom tegen te gaan. Het werk begon op 10 november en duurde drie dagen, waarbij meer dan 1000 kilogram kauwgom werd verwijderd.  Nadat het reinigen op 13 november was voltooid, begon men opnieuw met kauwgom aan de muur te kleven, onder de eerste toevoegingen waren gedenktekens voor de aanslagen in Parijs in november 2015.